# یان دوبراویوس
یان دوبراویوس (انگلیسی: Jan Dubravius; تاریخ ورودی نامعتبر است – ۶ سپتامبر ۱۵۵۳) نویسنده، انسانگرا و کشیش کاتولیک اهل چک بود.